# Cuba ai Giochi della XXII Olimpiade
Cuba partecipò ai Giochi della XXII Olimpiade, svoltisi a Mosca, Unione Sovietica, dal 19 luglio al 3 agosto 1980, con una delegazione di 207 atleti impegnati in diciannove discipline.

## Medaglie
| Medaglia | Nome                | Sport            | Evento                           |
| -------- | ------------------- | ---------------- | -------------------------------- |
| Oro      | María Caridad Colón | Atletica leggera | lancio del giavellotto femminile |

## Risultati

### Pallacanestro
- Uomini

| Atleta | Classifica |
| --- | ---------- |
| V · D · M Nazionale cubana - Pallacanestro ai Giochi della XXII Olimpiade - Torneo maschile 4 Moré · 5 R. Herrera · 6 Ortiz · 7 Luaces · 8 Márquez · 9 Dubois · 10 Abreu · 11 Calderón · 12 T. Herrera · 13 Scott · 14 Urgellés · 15 Morales · All. Pedro Chappé | 6°         |
| Nazionale cubana - Pallacanestro ai Giochi della XXII Olimpiade - Torneo maschile |            |
| 4 Moré · 5 R. Herrera · 6 Ortiz · 7 Luaces · 8 Márquez · 9 Dubois · 10 Abreu · 11 Calderón · 12 T. Herrera · 13 Scott · 14 Urgellés · 15 Morales · All. Pedro Chappé                                                                                             |            |

- Donne

| Atleta | Classifica |
| --- | ---------- |
| V · D · M Nazionale cubana - Pallacanestro ai Giochi della XXII Olimpiade - Torneo femminile 4 Borrell · 5 Átiez · 6 Bécquer · 7 Moret · 8 Corvea · 9 Despaigne · 10 Charro · 11 de los Santos · 12 de la Paz · 13 Pérez · 14 Skeet · 15 Salmón · All. Manuel Pérez | 5°         |
| Nazionale cubana - Pallacanestro ai Giochi della XXII Olimpiade - Torneo femminile |            |
| 4 Borrell · 5 Átiez · 6 Bécquer · 7 Moret · 8 Corvea · 9 Despaigne · 10 Charro · 11 de los Santos · 12 de la Paz · 13 Pérez · 14 Skeet · 15 Salmón · All. Manuel Pérez                                                                                              |            |

### Pallanuoto
| Atleta | Classifica |                 |
| --- | --- | --------------- |
| V · D · M Nazionale maschile cubana di pallanuoto · Giochi olimpici - Mosca 1980 Periche • Cowley • Díaz • Costa • D. Rodríguez • N. Domínguez • Rizo • Ramos • Benítez • G. Rodríguez • O. Domínguez · CT : - | 5° |                 |
| Nazionale maschile cubana di pallanuoto · Giochi olimpici - Mosca 1980 | |                 |
| Periche • Cowley • Díaz • Costa • D. Rodríguez • N. Domínguez • Rizo • Ramos • Benítez • G. Rodríguez • O. Domínguez · CT: -                                                                                   | Periche • Cowley • Díaz • Costa • D. Rodríguez • N. Domínguez • Rizo • Ramos • Benítez • G. Rodríguez • O. Domínguez · CT: - | Cuba (bandiera) |